# Tấn Thương thúc
Tấn Thương Thúc (chữ Hán: 晉殤叔, cai trị: 784 TCN – 781 TCN), là vị vua thứ 10 của nước Tấn - chư hầu nhà Chu trong lịch sử Trung Quốc.
Tấn Thương Thúc là con thứ của Tấn Hiến hầu – vua thứ 8 nước Tấn và là em của Tấn Mục hầu – vua thứ 9 nước Tấn.
Khi còn sống, Tấn Mục hầu đã lập con cả là Cơ Cừu làm thế tử. Năm 785 TCN, Mục hầu mất, Thương Thúc giành ngôi vua của cháu. Cơ Cừu bỏ chạy.
Năm 781 TCN, Cơ Cừu tập hợp lực lượng về đánh úp Thương Thúc giành lại ngôi vua, tức là Tấn Văn hầu. Tấn Thương Thúc ở ngôi được 4 năm. Sử không ghi rõ kết cục của ông ra sao.